# Monsey (arrondissement)
Ne doit pas être confondu avec Monsey.
Monsey est l'un des cinq arrondissements de la commune de Karimama dans le département de l'Alibori au Nord du Bénin.

## Géographie

### Localisation
Monsey est situé au Nord de la commune de Karimama. Il est limité au Nord et à l'Ouest par le Burkina Faso, à l'Est par le fleuve Niger puis au Sud par Kompa.

### Administration
Sur les 37 villages et quartiers de ville que compte la commune de Karimama, l'arrondissement de Monsey groupe 08 villages que sont,: 
1. Bako-Maka
2. Bongnami
3. Fandou
4. Goumbitchigoura
5. Loumbou-Loumbou
6. Machayan-Marché
7. Monsey
8. Pétchinga

## Histoire
L'arrondissement de Monsey est une subdivision administrative béninoise. Dans le cadre de la décentralisation au Bénin, Il devient officiellement un arrondissement de la commune de Karimama le 27 mai 2013 après la délibération et adoption par l'Assemblée nationale du Bénin en sa séance du 15 février 2013 de la loi N° 2013-O5 du 15/02/2013 portant création, organisation, attributions et fonctionnement des unités administratives locales en République du Bénin.

## Démographie
Selon le recensement de la population de 2013 conduit par l'Institut national de la statistique et de l'analyse économique (INSAE), Monsey compte 1799 ménages avec 13 090 habitants,.
| Indicateur           | 2013  |
| -------------------- | ----- |
| Nombre de ménages    | 1799  |
| Population masculine | 6429  |
| Population féminine  | 6661  |
| Population totale    | 13090 |

La population est composée de plusieurs ethnies dont les Dendi, Djerma et peuls sont majoritaires.

## Économie
La population pour ses sources de revenus, mène des activités agricoles. Le secteur agricole procure plusieurs denrées comme le riz, le maïs, le sorgho et le mil. Il y a également les cultures de rentes basées sur la production de l'arachide et le coton.

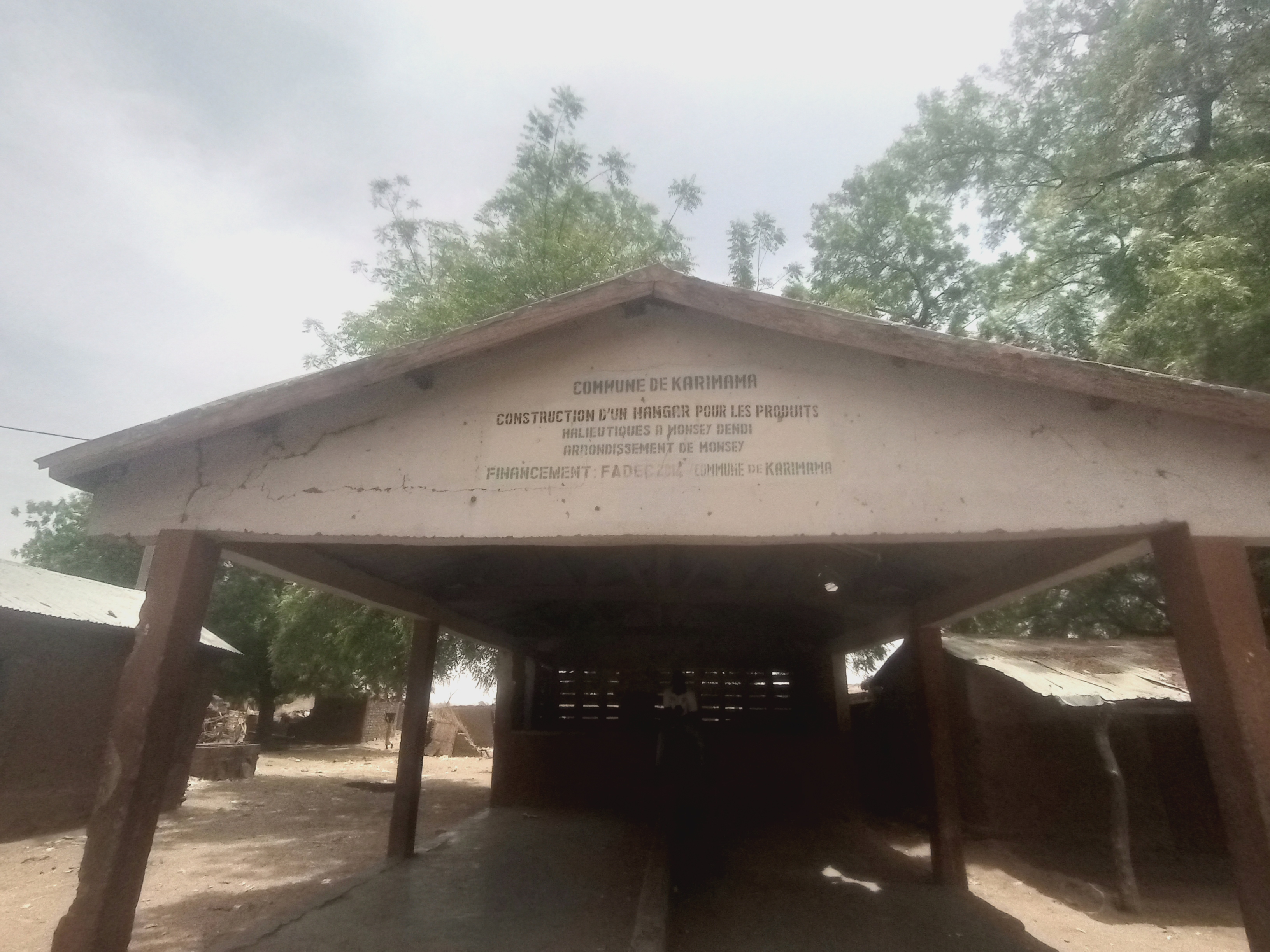
Hangar dans le marché de Monsey Dendi à Monsey.
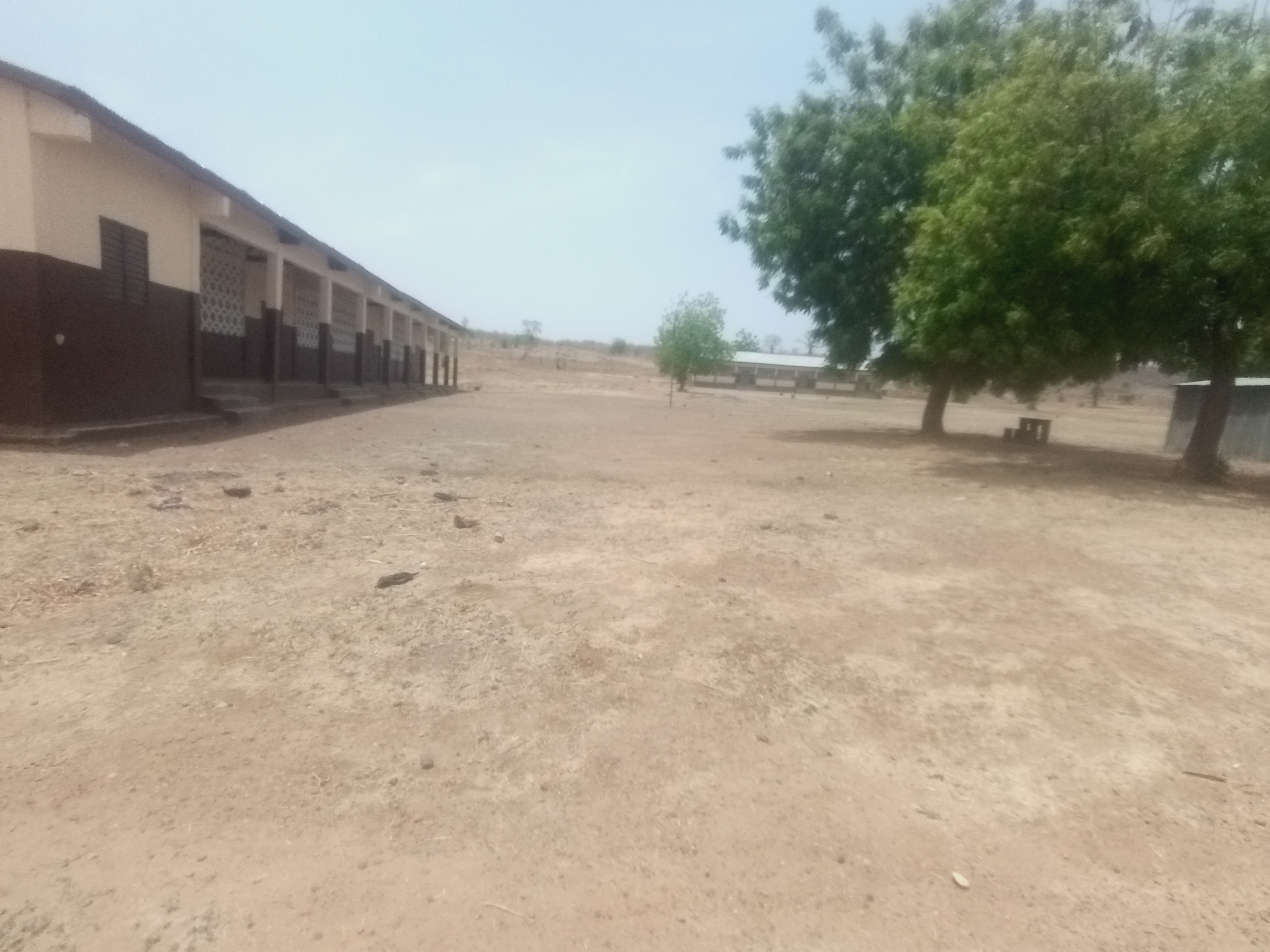
Allée centrale de l'école primaire publique de Monsey.
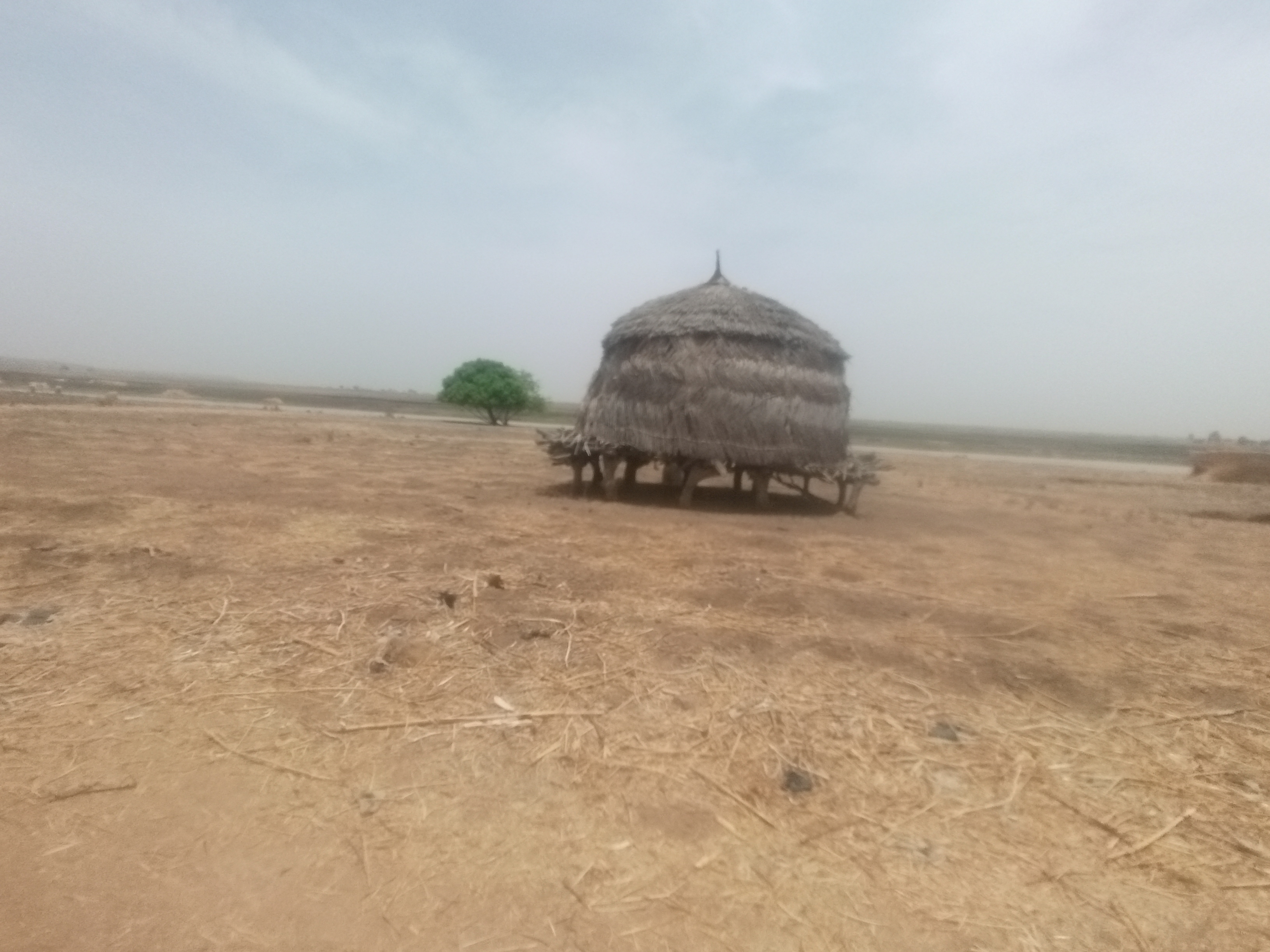
Un grenier à Monsey au nord de Karimama.
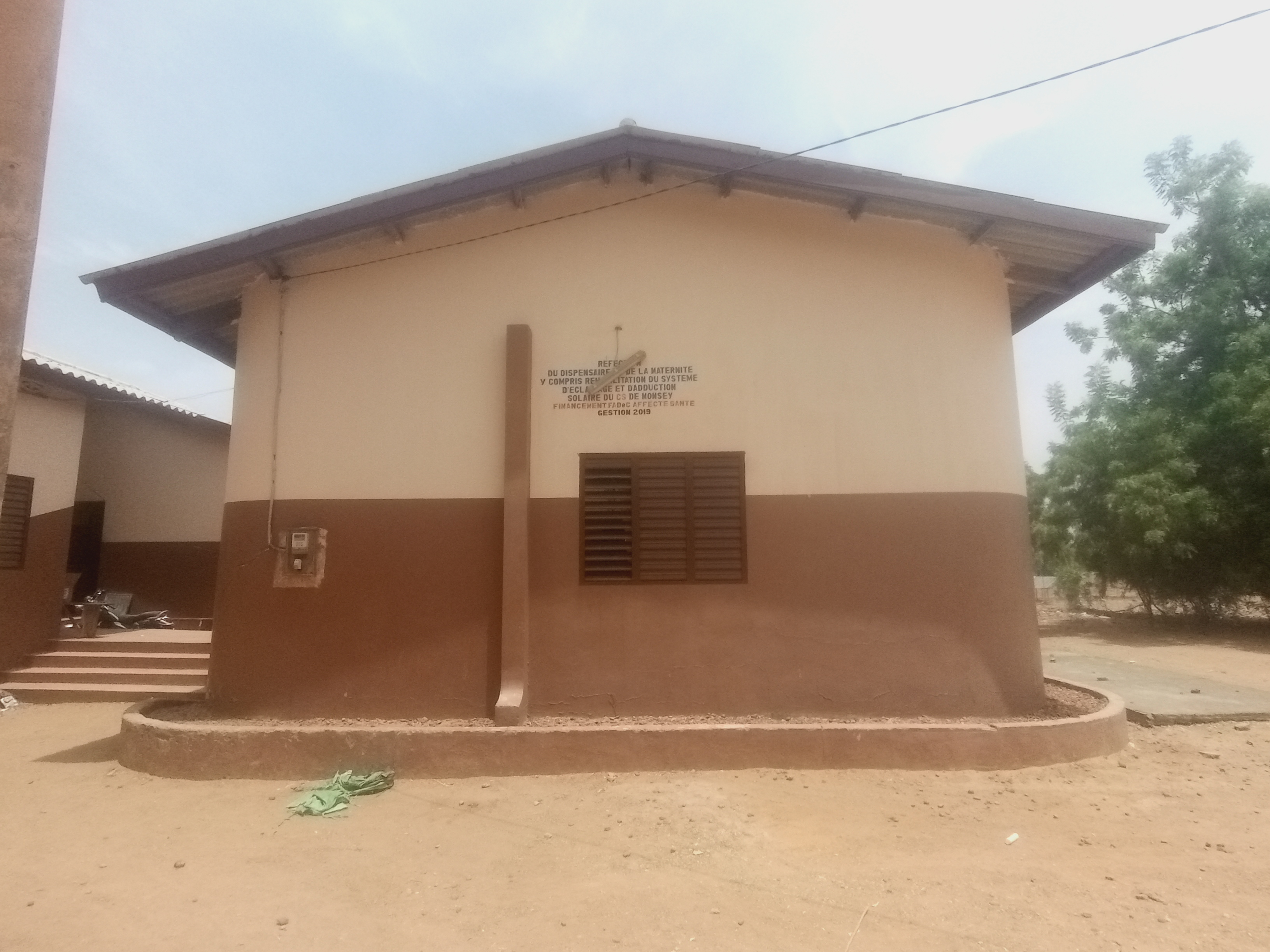
Dispensaire de la maternité de Monsey.
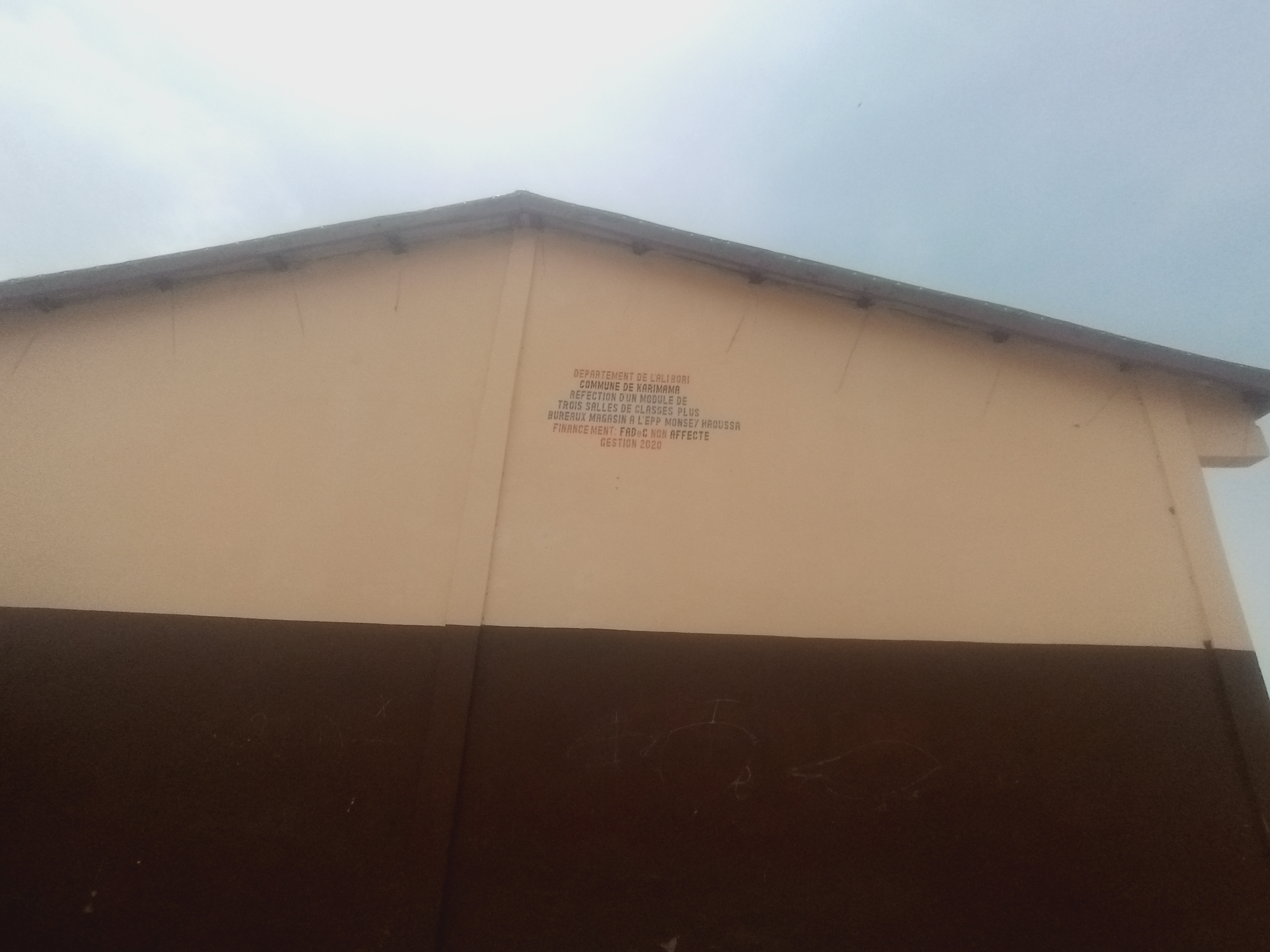
Magasin de l'école primaire publique de Monsey Haoussa.